# Прогулка в облаках
«Прогулка в облаках» (англ. A Walk in the Clouds) — фильм, романтическая драма 1995 года. Ремейк фильма Алессандро Блазетти «Четыре шага в облаках» (1942).

## Сюжет
1945 год, Пол Саттон возвращается с войны домой в Сан-Франциско к своей жене Бетти, на которой он женился после некоторых ухаживаний за день до своего отъезда на войну. Война оставила у него глубокие душевные раны и он постоянно переживает болезненные воспоминания.
Воссоединение Пола с женой происходит довольно напряженно - Бетти оказывается для него совсем чужим человеком. Кроме того, он обнаруживает, что из писем, которые он писал ей с фронта почти ежедневно, прочитаны буквально несколько первых, а остальная пачка даже не распечатаны. Тем не менее, Пол полон решимости сохранить этот брак и готов снова начать работать. Бетти настаивает, чтобы он продолжал продавать шоколад (до войны Пол работал коммивояжером и продавал шоколад), и он отправляется в Сакраменто.
По пути он знакомится с попутчицей Викторией Арагон, студенткой, чья семья владеет виноградником в долине Напа. В автобусе, направляющемся в Сакраменто, к Виктории пристают два незнакомых попутчика, Пол вступается за нее и начинается драка, в результате которой троих мужчин вышвыривают из автобуса. Чуть позже, идя по дороге, Пол находит плачущую Викторию, сидящую в одиночестве на чемоданах. Она рассказывает ему, что беременна от своего профессора, который бросил ее, и теперь она не может появиться дома из-за деспотичного и сурового отца. Пол предлагает свою помощь - представиться ее очень традиционной семье в качестве ее мужа на некоторое время.
Отец Виктории, Альберто, взбешен, узнав о внезапном замужестве Виктории без его разрешения. Кроме того, он недоволен, что "муж" дочери - "гринго", т.е. не мексиканец, и ниже ее по социальному положению. Однако, он разрешает Полу остаться. Первоначальный план Пола тихо ускользнуть и продолжить свое путешествие, заставив семью Виктории поверить, что он бросил ее, рушится, когда ее дедушка, дон Педро, уговаривает его остаться и помочь с уборкой урожая. Во время сбора урожая Пол, который является сиротой, становится ближе к семье Виктории и познает радости, связанные с их традициями, корнями и образом жизни. Между Полом и Викторией растет влечение друг к другу, о чем они открыто говорят друг другу, но Пол говорит, что он женат и не может нанести Виктории такое оскорбление. В это время отец Виктории подозревает, что в истории есть "белые пятна" - он не верит, что они женаты и не доверяет Полу даже несмотря на то, что Пол своей пылкой речью пытается его переубедить. Однако, дедушке Виктории Пол очень нравится. Тем же вечером он учит Пола как петь серенаду, чтобы она дошла до "мексиканского" сердца и отправляет его под окна Виктории. По традиции, ответом на серенаду должен быть включенный свет в комнате девушки. Серенаду слышат также родители Виктории, и отец признается жене, что, возможно, был несправедлив к Полу. Тем временем Пол, не дождавшись включенного света, забрав чемоданы, уходит из дома семьи Арагон. Но оглянувшись видит, что свет в комнате Виктории все же зажегся. Днем они с Викторией и ее семьей встречаются на ярмарке урожая. Сеньор Альберто представляет Пола своим друзьям как мужа своей дочери и приглашает всех вечером на "свадьбу". Виктория понимает, что пришло время рассказать правду, а Пол уезжает домой к жене.
По приезде Пол обнаруживает Бетти с другим мужчиной. Она просит у него прощения за все и просит подписать бумаги на расторжение брака, на что он с радостью соглашается и возвращается в поместье в Арагоне, чтобы жениться на Виктории.
Вернувшись в дом семьи Арагон Пол застает сеньора Альберто пьяным, но все же пытается объясниться в произошедшем. Разъяренный сеньор Альберто не желает ничего слышать, и между ними происходит ссора, которая приводит к катастрофическому пожару, полностью уничтожающему виноградник. Семья Арагон подавлена, отец Виктории раскаивается в своих поступках. Тем временем Пол находит одно дерево, которое менее всего пострадало от пожара, и передает его семье Виктории. Поступок Пола, а также его храбрость и самоотверженность во время пожара приводят к тому, что сеньор Альберто принимает его как члена своей семьи. Виктория и Пол женятся в присутствии всей семьи Арагон, и все вместе они приступают к восстановлению виноградника.

## В ролях
- Киану Ривз — Пол Саттон
- Айтана Санчес-Хихон — Виктория Арагон
- Энтони Куинн — дон Педро Арагон
- Джанкарло Джаннини — Альберто Арагон
- Анхелика Арагон — Мария Хосе Арагон
- Эванхелина Элисондо — Гваделупе Арагон
- Фредди Родригес — Педро Арагон младший
- Дебра Мессинг — Бетти Саттон
- Фебронио Коваррубиас — Хосе Мануэль
- Роберто Уэрта — Хосе Луис

## Награды
- Золотой глобус за музыку к фильму.